# Шарделоу, Томас
Томас Фредерик Шарделоу (англ. Thomas Frederick Shardelow; 11 ноября 1931, Дурбан, Наталь — 3 июля 2019, Кейптаун) — южноафриканский трековый велогонщик, выступавший за национальную сборную ЮАС по велоспорту в 1950-х годах. Обладатель двух серебряных медалей летних Олимпийских игр в Хельсинки, бронзовый призёр Игр Британской империи и Содружества наций, участник Олимпиады в Мельбурне, многократный чемпион Южной Африки в различных трековых дисциплинах.

## Биография
Томас Шарделоу родился 11 ноября 1931 года в городе Дурбан, Южная Африка.
Проходил подготовку в Кейптауне в городском клубе велоспорта и лёгкой атлетики, специализировался на трековых дисциплинах велоспорта.
Первого серьёзного успеха на международном уровне добился в сезоне 1952 года, когда вошёл в основной состав южноафриканской национальной сборной и благодаря череде удачных выступлений удостоился права защищать честь страны на летних Олимпийских играх в Хельсинки. В командной гонке преследования на 4000 метров вместе с соотечественниками Альфредом Свифтом, Джорджем Истменом и Робертом Фаулером завоевал серебряную олимпийскую медаль, уступив в финале команде из Италии. В гонке на тандемах на 2000 метров в паре с Реймондом Робинсоном так же стал серебряным призёром, проиграв на сей раз гонщикам из Австралии.
После хельсинкской Олимпиады Шарделоу остался в составе трековой команды Южной Африки и продолжил принимать участие в крупнейших международных соревнованиях. Так, в 1954 году он побывал на Играх Британской империи и Содружества наций в Ванкувере, откуда привёз награду бронзового достоинства, выигранную в спринте на 1000 метров. Помимо этого, стартовал здесь в скрэтче на 10 миль, но в данной дисциплине попасть в число призёров не смог.
Находясь в числе лидеров южноафриканской национальной сборной, Томас Шарделоу благополучно прошёл отбор на Олимпийские игры 1956 года в Мельбурне. На сей раз стартовал в программах мужского спринта и тандема на 2000 метров — в обоих случаях остановился на стадии четвертьфиналов, расположившись в итоговом протоколе соревнований на пятой строке.
В общей сложности его спортивная карьера длилась 26 лет, за это время он 25 раз становился чемпионом Южной Африки в различных дисциплинах велоспорта, неоднократно устанавливал и обновлял национальные рекорды на треке. Завершил карьеру велогонщика по окончании сезона 1973 года.
Умер 3 июля 2019 года в Кейптауне в возрасте 87 лет.